# 西村渚
西村 渚（にしむら なぎさ）は、日本のモデル・タレント。

## 人物･来歴
滋賀県出身。2009年に関西のミスコンテスト「プリンセス関西」に出場し準グランプリを獲得。花のミスキャンパスとしてガクシンに掲載された。血液型はO型。同志社女子大学在学中。